# 东阳江
东阳江又称义乌江，是金华江的支流，全长152.4公里。东阳江有两条支流，分别称南江及北江，其中北江发源于金华市磐安县尚湖镇的龙乌尖，而南江发源于磐安县双峰乡的仰曹尖。这两条支流在自东向西流经义乌市，并在义乌的佛堂镇原合作乡中央村汇合，流经佛堂、倍磊，并在金华市区八咏楼前同武义江汇合为金华江。上游有横锦水库。